# Colle di Val d'Elsa
Colle di Val d'Elsa este o comună în provincia Siena, Toscana din centrul Italiei. În 2011 avea o populație de 21.287 de locuitori.

## Demografie

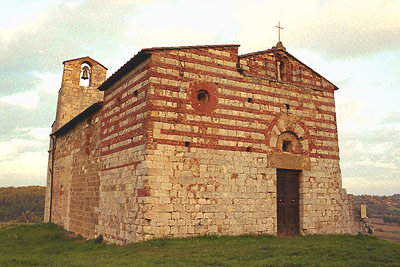
Biserica romanică SS. Ippolito și Cassiano.

Colle di Val d'Elsa - evoluția demografică

|  | Graficele sunt indisponibile din cauza unor probleme tehnice. Mai multe informații se găsesc la Phabricator și la wiki-ul MediaWiki. |

Date: Recensăminte sau birourile de statistică - grafică realizată de Wikipedia